# Kurt Hübner
Kurt Ludwig Hans Hübner, född 30 oktober 1916 i Hamburg, död 21 augusti 2007 i München, var en tysk teaterregissör och skådespelare.

## Biografi
Efter sin gymnasieexamen i Altona började Kurt Hübner studera skådespeleri vid Deutsches Theater i Berlin men avbröts av andra världskriget. Han utbildades till löjtnant vid luftvärnet och tjänstgjorde sedan som krigskorrespondent i Nordafrika. Efter kriget arbetade han som reporter vid Radio Hamburg. 1947 kom han till Deutsches Schauspielhaus i Hamburg där han fick anställning som regiassistent och dramaturg. Samma år debuterade han som regissör vid Landestheater Hannover. Därefter frilansade han som skådespelare och regissör i Göttingen, Ingolstadt och Freiburg. 1953-1955 arbetade han som dramaturg för radioteatern vid Süddeutscher Rundfunk i Stuttgart. 1955 fick han anställning som chefsdramaturg och regissör vid Landesbühne Hannover och två år senare fick han samma position vid Staatstheater Stuttgart. 1959-1962 var han chef för Theater Ulm där han engagerade regissören Peter Zadek. 1962-1973 var han chef för Theater Bremen. Där byggde han upp sitt rykte som en framstående promotor som banade väg för unga talanger bland skådespelare och regissörer. Bland dessa kan Peter Stein, Klaus Michael Grüber, Hans Neuenfels och Rainer Werner Fassbinder bland regissörer nämnas samt skådespelare som Bruno Ganz, Jutta Lampe, Edith Clever och Rolf Becker. När han släppte fram regissören Peter Palitzsch uppsättning av Bertolt Brechts Der Prozeß der Jeanne d’Arc zu Rouen 1431 bröt han den västtyska bojkotten mot Brecht i protest mot Berlinmuren. Chefsperioden har omtalats som en pionjärinsats för den moderna tyska teatern, den stil som utvecklades vid teatern har benämnts "Bremerstilen". Hübner var en stridbar ledare som också blev kontroversiell och han fick avgå efter konflikter med styrelsen. 1973-1986 var han chef för Theater der Freien Volksbühne i Berlin. Efter 1986 verkade han som frilansande regissör, han har även medverkat som skådespelare på film och TV. Höjdpunkten för honom som regissör var uppsättningen av William Shakespeares Kaufmanns von Venedig (Köpmannen i Venedig) i Bremen. 1991 inrättades Kurt-Hübner-Regiepreis i hans namn av Deutschen Akademie der Darstellenden Künste, ett pris som går till unga regitalanger. Hübner satt själv i juryn 1992-2006. Bland priser han själv tilldelats kan nämnas Peter-Weiss-Preis år 2000 och International Theatre Institutes (ITI) hederspris för livslång insats 2005.